# Ølkuskens Drøm
Ølkuskens Drøm er en dansk stum komediefilm fra 1910 produceret af Nordisk Filmskompagni med Oscar Stribolt i hovedrollen som ølkusk. Filmens instruktør er ukendt.
Filmen havde dansk premiere den 8. marts 1910 i Biografen på Gammel Kongevej 100 på Frederiksberg.

## Handling
Denne artikel mangler et handlingsreferat. Hjælp os med at skrive det.

## Medvirkende
- Oscar Stribolt